# La Cavalerie (chanson)
Pour les articles homonymes, voir La Cavalerie.
Singles de Julien Clerc
L'amour en chantier
Pistes de Julien Clerc (album, 1968)
Julien
La Cavalerie est une chanson composée et interprétée par Julien Clerc, sur des paroles d'Étienne Roda-Gil, parue dans l'album Julien Clerc en 1968. Il s’agit de l’une de ses premières chansons qui fut diffusée sur les stations de radio françaises lors des événements de mai 1968 et qui lança la carrière du chanteur.

## Historique

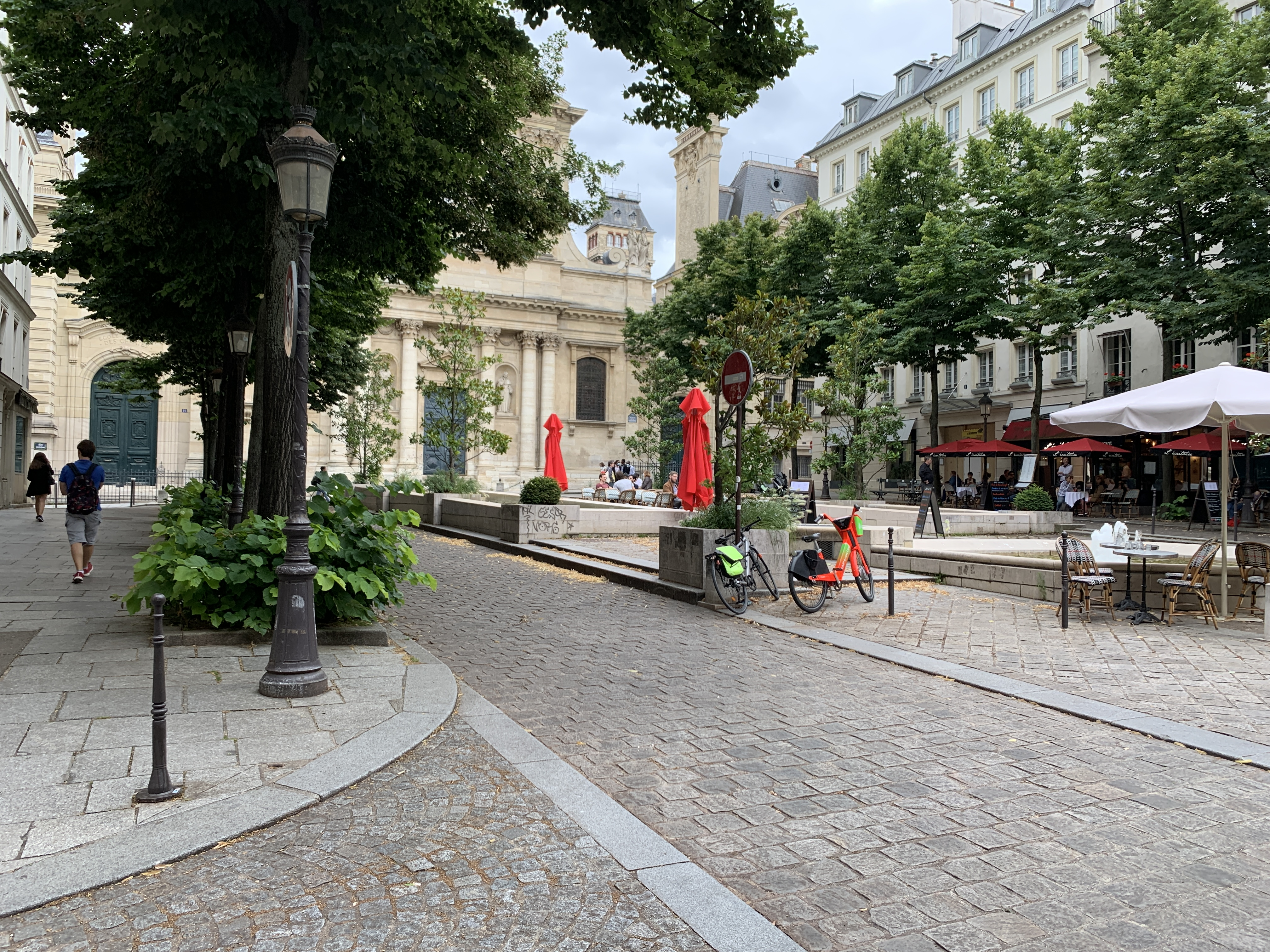
Le café l'Écritoire sur la place de la Sorbonne

En 1967, encore âgé de 19 ans, Julien Clerc est étudiant à la Sorbonne où il prépare une licence d’anglais. Il fréquente L’Ecritoire, un café qui se trouve sur la place ou se situe l'entrée principale de l'université parisienne et y fait la rencontre d'Etienne Roda-Gil, alors visiteur médical de profession qui répond à sa demande d'ajouter des textes aux musiques qu'il vient de composer.
Selon le biographe de Julien Clerc, David Kuhn, l'interprète enregistre sa chanson en février 1968. Le 45 tours sort quelques semaines plus tard. Ce sera dernier disque pressé dans l’usine avant que celle-ci ne ferme pour participer à la grève générale lancée durant le mois de mai 1968. La chanson est diffusée en boucle sur les radios telles qu'Europe 1, RTL ou Radio Monte Carlo durant cette périodeet connaitra un certain succès auprès des étudiants révoltés.

## Liste des titres
France 45 tours (1968)
| No | Titre               | Paroles          | Musique      | Durée |
| -- | ------------------- | ---------------- | ------------ | ----- |
| 1. | L'amour en chantier | Étienne Roda-Gil | Julien Clerc | 3:11  |
| 2. | La Cavalerie        | Étienne Roda-Gil | Julien Clerc | 2:36  |
| 3. | Jivaro song         | Étienne Roda-Gil | Julien Clerc | 3:00  |
| 4. | Le Patineur         | Maurice Vallet   | Julien Clerc | 2:30  |

## Classements et certifications

### Classements hebdomadaires
| Classement (1968)                       | Meilleure position |
| --------------------------------------- | ------------------ |
| Belgique (Wallonie Ultratop 50 Singles) | 23                 |
| France (IFOP)                           | 23                 |